# Coupe Memorial 1999
Navigation
Édition précédente Édition suivante
L'édition 1999 de la Coupe Memorial est présenté du 15 au 23 mai 1999 à Ottawa, Ontario. Elle regroupe les champions de chacune des divisions de la Ligue canadienne de hockey, soit la Ligue de hockey junior majeur du Québec (LHJMQ), la Ligue de hockey de l'Ontario (LHO) et la Ligue de hockey de l'Ouest (LHOu)

## Équipe des légendes
À l'occasion du 81e tournoi de la Coupe Memorial, la Ligue canadienne de hockey dévoile l'équipe d'étoiles de l'histoire du tournoi. Cette équipe est constituée des meilleurs joueurs ayant participé à la Coupe Memorial et inclut deux anciens membres de l'équipe hôte, les 67 d'Ottawa.
Voici la composition de l'équipe d'étoiles, entre parenthèses se trouvent les années où le joueur évolua dans la LCH :
- Gardiens :  Bernard Parent, Flyers de Niagara Falls de la LHO (1963 à 1965)
- Défenseur : Bobby Orr, Generals d'Oshawa de la LHO (1963 à 1966)
- Défenseur : Denis Potvin, 67 d'Ottawa de la LHO (1967 à 1973)
- Centre : Mario Lemieux, Voisins de Laval de la LHJMQ (1981 à 1984)
- Ailier droit : Guy Lafleur, Remparts de Québec de la LHJMQ (1969 à 1971)
- Ailier gauche : Brian Propp, Wheat Kings de Brandon de la LHOu (1976 à 1979)
- Entraîneur : Brian Kilrea, 67 d'Ottawa de la LHO (1974 à 1984; 1986 à 1994 et 1995 à 2009)

## Équipes participantes
- Le Titan d'Acadie-Bathurst  représente la Ligue de hockey junior majeur du Québec.
- Les Bulls de Belleville représente la Ligue de hockey de l'Ontario.
- Les Hitmen de Calgary représente la Ligue de hockey de l'Ouest.
- Les 67 d'Ottawa de la LHO en tant qu'équipe hôte.

## Classement de la ronde Préliminaire
| Équipe                  | PJ | V | D | BP | BC | Pts |
| ----------------------- | -- | - | - | -- | -- | --- |
| Hitmen de Calgary       | 3  | 2 | 1 | 11 | 7  | 4   |
| 67 d'Ottawa             | 3  | 2 | 1 | 13 | 9  | 4   |
| Bulls de Belleville     | 3  | 2 | 1 | 11 | 10 | 4   |
| Titan d'Acadie-Bathurst | 3  | 0 | 3 | 3  | 12 | 0   |

## Effectifs
Voici la liste des joueurs représentant chaque équipe
| Acadie-Bathurst           | Acadie-Bathurst           | Belleville                | Belleville                | Calgary                 | Calgary                 | Ottawa                    | Ottawa                    |
| Entraîneur : Roger Dejoie | Entraîneur : Roger Dejoie | Entraîneur : Lou Crawford | Entraîneur : Lou Crawford | Entraîneur : Dean Clark | Entraîneur : Dean Clark | Entraîneur : Brian Kilrea | Entraîneur : Brian Kilrea |
| N°                        | Nom                       | N°                        | Nom                       | N°                      | Nom                     | N°                        | Nom                       |
| Gardiens                  | Gardiens                  | Gardiens                  | Gardiens                  | Gardiens                | Gardiens                | Gardiens                  | Gardiens                  |
| ------------------------- | ------------------------- | ------------------------- | ------------------------- | ----------------------- | ----------------------- | ------------------------- | ------------------------- |
| 1                         | Roberto Luongo            | 1                         | Cory Campbell             | 1                       | Brent Williams          | 1                         | Seamus Kotyk              |
| 30                        | Philippe Ozga             | 30                        | Chad Mehlenbacher         | 27                      | Aleksandr Fomitchev     | 30                        | Levente Szuper            |
| 33                        | Frédéric Cloutier         |                           |                           |                         |                         |                           |                           |
| Défenseurs                | Défenseurs                | Défenseurs                | Défenseurs                | Défenseurs              | Défenseurs              | Défenseurs                | Défenseurs                |
| 5                         | Hugo Lévesque             | 2                         | Nick Policelli            | 2                       | Matt Kinch              | 2                         | Jeremy Van Hoof           |
| 8                         | Jérôme Dumont             | 4                         | Jason Lawmaster           | 3                       | Ryan Shannon            | 4                         | Jonathan Zion             |
| 9                         | Alain O'Driscoll          | 5                         | Mike Jacobsen             | 4                       | Jeff Feniak             | 5                         | Jeff MacLean              |
| 16                        | Jean-Sébastien Trudelle   | 6                         | Joe Groleau               | 5                       | Kenton Smith            | 6                         | Chris Cava                |
| 18                        | Denis Boudreau            | 14                        | Kelly Paddon              | 7                       | Brad Stuart             | 10                        | Nick Boynton              |
| 24                        | François Beauchemin       | 24                        | Branislav Mezei           | 19                      | Wade Davis              | 22                        | Luke Sellars              |
| 63                        | Jonathan Girard           | 25                        | Rick Bertran              | 22                      | Curtis Rich             | 44                        | Brian Campbell            |
| 71                        | Philippe Plante           | 44                        | Adam Collins              |                         |                         |                           |                           |
| 74                        | Danny Groulx              |                           |                           |                         |                         |                           |                           |
| Attaquants                | Attaquants                | Attaquants                | Attaquants                | Attaquants              | Attaquants              | Attaquants                | Attaquants                |
| 4                         | Martin Lavergne           | 3                         | Justin Grady              | 6                       | Rod Sarich              | 3                         | Dan Tessier               |
| 7                         | Bryan Dubé                | 7                         | Kris Newbury              | 8                       | Pavel Brendl            | 9                         | Matt Zultek               |
| 10                        | Jules-Edy Laraque         | 8                         | Tyler Longo               | 10                      | Chris Nielsen           | 11                        | Henrik Alfredsson         |
| 14                        | Martin Fillion            | 9                         | Mike Renzi                | 11                      | Sean McAslan            | 12                        | Justin Davis              |
| 15                        | Éric Bétournay            | 10                        | Mark Chaplin              | 12                      | Jordan Krestanovich     | 16                        | Mark Bell                 |
| 25                        | Alain Charbonneau         | 11                        | Ryan Ready                | 14                      | Michael Bubnick         | 17                        | Dan Tudin                 |
| 28                        | Benoit Beausoleil         | 13                        | Chris Stanley             | 15                      | Kris Beech              | 18                        | Dallas Ashford            |
| 44                        | Ramzi Abid                | 16                        | Glenn Crawford            | 18                      | Shaun Norrie            | 19                        | Ben Gustavson             |
| 55                        | Marc Bouchard             | 17                        | Justin Papineau           | 20                      | Brad Moran              | 20                        | Zenon Konopka             |
| 79                        | Gregor Baumgartner        | 18                        | Randy Rowe                | 21                      | Lyle Steenbergen        | 23                        | Miguel Delisle            |
| 88                        | Ryan Flinn                | 19                        | Jonathan Cheechoo         | 23                      | Ryan Andres             | 24                        | Ian Jacobs                |
| 97                        | Mathieu Benoît            | 22                        | Branko Radivojevič        | 24                      | Brent Dodginghorse      | 25                        | Joe Talbot                |
|                           |                           | 23                        | Kevin Baker               | 25                      | Jerred Smithson         | 71                        | Lance Galbraith           |
|                           |                           | 37                        | Derek Campbell            | 26                      | Peter Bergman           |                           |                           |
|                           |                           | 77                        | Nathan Robinson           | 33                      | Eric Clark              |                           |                           |

## Résultats

### Résultats du tournoi à la ronde
Voici les résultats du tournoi à la ronde pour l'édition 1999 :

## Meilleurs pointeurs
| Joueur         | Équipe     | PJ | B | A | Pts |
| -------------- | ---------- | -- | - | - | --- |
| Justin Davis   | Ottawa     | 5  | 3 | 6 | 9   |
| Mark Bell      | Ottawa     | 5  | 2 | 6 | 8   |
| Pavel Brendl   | Calgary    | 4  | 4 | 3 | 7   |
| Joe Talbot     | Ottawa     | 5  | 3 | 4 | 7   |
| Nick Boynton   | Ottawa     | 5  | 1 | 6 | 7   |
| Brad Moran     | Calgary    | 4  | 3 | 3 | 6   |
| Matt Kinch     | Calgary    | 4  | 0 | 6 | 6   |
| Matt Zultek    | Ottawa     | 5  | 3 | 2 | 5   |
| Glenn Crawford | Belleville | 4  | 3 | 1 | 4   |
| Ian Jacobs     | Ottawa     | 5  | 3 | 1 | 4   |

### Meilleurs gardiens
| Joueur               | Équipe          | PJ | V  | D  | Bl | Moy  | %Arr   |
| -------------------- | --------------- | -- | -- | -- | -- | ---- | ------ |
| Seamus Kotyk         | Ottawa          | -- | -- | -- | -- | 2,83 | 90,7 % |
| Cory Campbell        | Belleville      | -- | -- | -- | -- | 2,97 | 91,1 % |
| Aleksandr Fomitchiov | Calgary         | -- | -- | -- | -- | 3,49 | 89,4 % |
| Roberto Luongo       | Acadie-Bathurst | -- | -- | -- | -- | 3,67 | 89,3 % |

## Honneurs individuels
- Trophée Stafford-Smythe (meilleur joueur) : Nick Boynton (67 d'Ottawa)
- Trophée George-Parsons (meilleur esprit sportif) : Brian Campbell (67 d'Ottawa)
- Trophée Hap-Emms (meilleur gardien) : Cory Campbell (Bulls de Belleville)
- Trophée Ed-Chynoweth (meilleur buteur) : Justin Davis (67 d'Ottawa)

Équipe d'étoiles :
- Gardien : Cory Campbell (Bulls de Belleville)
- Défenseurs : Matt Kinch (Hitmen de Calgary) — Nick Boynton (67 d'Ottawa)
- Attaquants : Glenn Crawford (Bulls de Belleville) — Joe Talbot (67 d'Ottawa) — Pavel Brendl (Hitmen de Calgary)